# Greta
För andra betydelser, se Greta (olika betydelser).

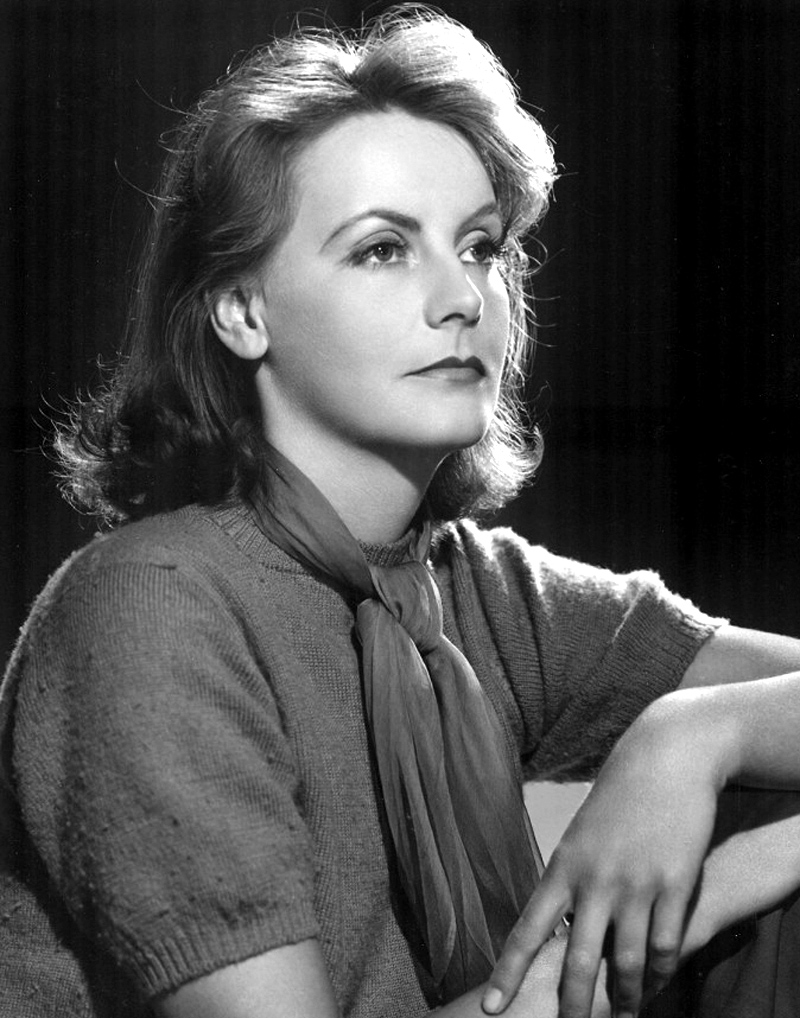
Greta Garbo

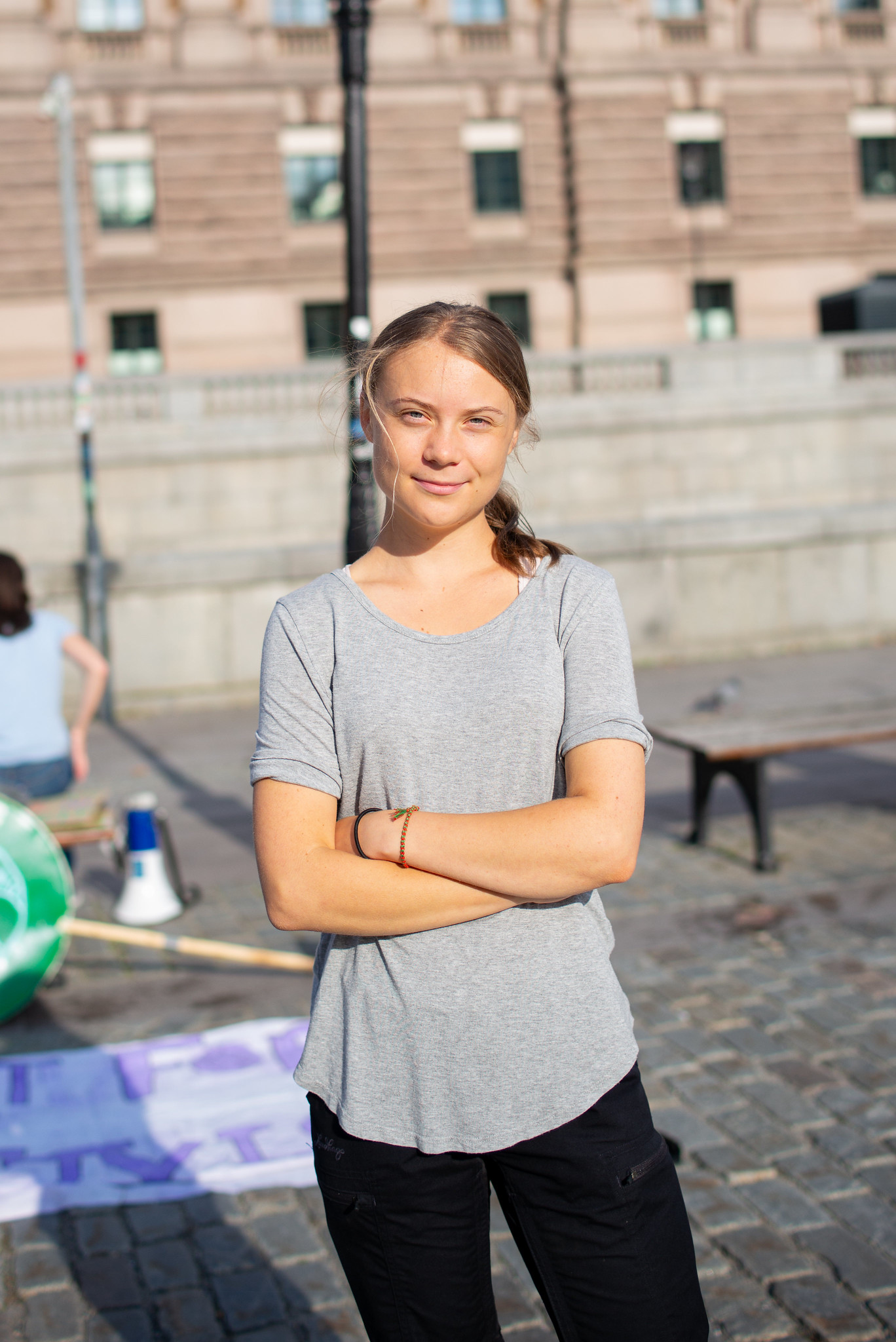
Greta Thunberg

Kvinnonamnet Greta eller Gretha är en kortform av det grekiska namnet Margareta, ursprungligen Margarita, som är bildat av ett persiskt ord som betyder pärla. Det äldsta belägget i Sverige är från år 1309.
De första årtiondena av 1900-talet var Greta mycket populärt. Det är fortfarande ett av de 100 vanligaste förnamnen räknat på hela befolkningen. Sedan 1990 har populariteten ökat kraftigt.[källa behövs]
Den 31 december 2014 fanns det totalt 12 359 kvinnor folkbokförda i Sverige med namnet Greta eller Gretha, varav 5 345 bar det som tilltalsnamn.
Namnsdag i Sverige: 20 juli, (1986-1992: 13 mars). I den finlandssvenska namnsdagslängden har Greta namnsdag 20 juli sedan starten 1929, då en egen namnsdagskalender togs i bruk för finlandssvenskar.

## Personer med namnet Greta
- Greta Almroth, svensk skådespelare
- Greta Anjou, svensk skådespelare
- Greta Arwidsson, arkeolog, Sveriges första kvinnliga professor i arkeologi
- Greta Benzelia, dotter till svenske ärkebiskopen Erik Benzelius d.y.
- Greta Berthels, svensk skådespelare och manusförfattare
- Greta Bondesson, svensk musiker
- Greta Brotherus, finländsk journalist och teaterkritiker
- Greta Dahlqvist, svensk skådespelare
- Greta Dahlström, finländsk musikpedagog
- Greta Ericson, svensk skådespelare
- Greta Erikson, svensk pianist
- Greta Gahn, svensk textilkonstnär
- Greta Garbo, svensk skådespelare
- Greta Gerwig, amerikansk skådespelare
- Greta Hofsten, svensk journalist och publicist
- Greta Johansson, svensk simhoppare och simmare, Sveriges första kvinnliga olympiska guldmedaljör
- Greta Knutson, svensk konstnär och poet
- Greta Koçi, albansk sångerska
- Anna-Greta Leijon, politiker (s), statsråd, ämbetsman
- Greta Liming, svensk skådespelare
- Greta Magnusson, svensk friidrottare
- Greta Olofsdotter Enderberg, svensk naturläkare
- Greta Pfeil, svensk skådespelare
- Greta Kaisa Renström, finländsk naturläkare
- Greta Scacchi, italiensk-australisk skådespelare
- Greta Schüldt (tidigare Thurfjell), svensk kulturjournalist
- Greta Stave, svensk skådespelare
- Greta Tallberg, svensk grafiker
- Greta Taran-Bauman, svensk målare
- Greta Tegnér, svensk skådespelare
- Greta Tellander, svensk målare
- Greta Thiis, svensk-norsk målare
- Greta Thunberg, svensk klimataktivist
- Greta Walter, svensk friidrottare
- Greta Wassberg, svensk sångerska
- Greta Woxholt, norsk skådespelare